# Liste der Naturparks in Nordrhein-Westfalen

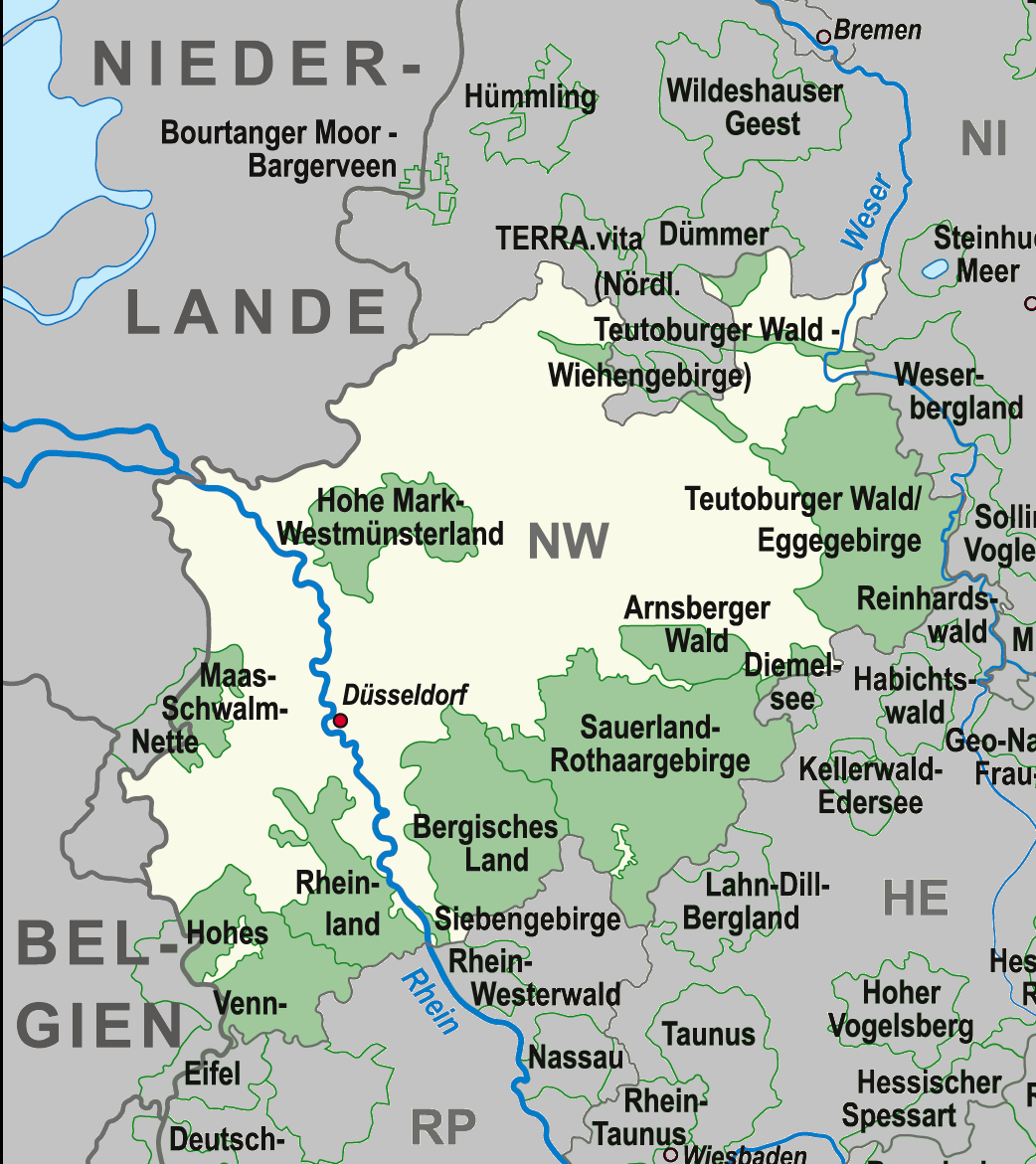
Naturparks in Nordrhein-Westfalen

Diese Liste enthält Naturparks in Nordrhein-Westfalen. Laut § 27 des Bundesnaturschutzgesetzes sind Naturparke einheitlich zu entwickelnde und zu pflegende, großräumige Gebiete. Sie sollen auf überwiegender Fläche Landschafts- oder Naturschutzgebiete sein, eine große Arten- und Biotopenvielfalt und eine durch vielfältige Nutzungen geprägte Landschaft aufweisen.

## Naturparks in Nordrhein-Westfalen
In Nordrhein-Westfalen gibt es die folgenden zwölf Naturparks:
| Naturpark                              | Fläche     | Gegründet | Steckbrief (PDF) |
| -------------------------------------- | ---------- | --------- | ---------------- |
| Naturpark Arnsberger Wald              | 599 km²    | 1961      | [ 1 ]            |
| Naturpark Bergisches Land              | 2.027 km²  | 1973      | [ 2 ]            |
| Naturpark Diemelsee                    | 334 km²    | 1965      | [ 3 ]            |
| Naturpark Dümmer                       | 1.123 km²  | 1972      | [ 4 ]            |
| Naturpark Hohe Mark                    | 1.978 km²  | 1964      | [ 5 ]            |
| Naturpark Hohes Venn-Eifel             | 1.596 km²  | 1960      | [ 6 ]            |
| Naturpark Schwalm-Nette                | 435 km²    | 1965      | [ 7 ]            |
| Naturpark Rheinland                    | 1.045 km²  | 1978      | [ 8 ]            |
| Naturpark Sauerland-Rothaargebirge     | 3.827 km²  | 2015      | [ 9 ]            |
| Naturpark Siebengebirge                | 112 km²    | 1958      | [ 10 ]           |
| Natur- und Geopark TERRA.vita          | 1.550 km²  | 1962      | [ 11 ]           |
| Naturpark Teutoburger Wald/Eggegebirge | 2.751 km²  | 1965      | [ 12 ]           |
| Gesamt: 12 Gebiete                     | 16.517 km² |           |                  |

Einige Naturparke erstrecken sich länder- oder staatsübergreifend über die Grenzen des Bundeslandes Nordrhein-Westfalens hinaus, unter anderem nach Belgien und den Niederlanden, weil sie sich nach dem Naturraum orientieren. Rund 41 % der Landesfläche von Nordrhein-Westfalen gehört zu diesen Parken. Der erste Naturpark wurde 1958 im Siebengebirge gegründet. Der jüngste und größte Naturpark Nordrhein-Westfalens ist der Naturpark Sauerland-Rothaargebirge; er entstand 2015 aus den Naturparken Homert, Rothaargebirge und Ebbegebirge.